# První vláda Władysława Grabského
První vláda Władysława Grabského byla čtvrtou vládou Druhé Polské republiky pod vedením Władysława Grabského. Kabinet byl jmenován 23. června 1920 šéfem státu Józefem Piłsudským po demisi předchozí Skulského vlády. Vláda odstoupila 24. července 1920.

## Složení vlády
| Portfej                                            | Ministr / člen vlády             | Strana         | Nástup do úřadu | Odchod z úřadu    |
| -------------------------------------------------- | -------------------------------- | -------------- | --------------- | ----------------- |
| Předseda vlády                                     | Władysław Grabski                | ZLN            | 23. června 1920 | 24. července 1920 |
| Ministr zásobování                                 | Stanisław Śliwiński              | ZLN            | 23. června 1920 | 24. července 1920 |
| Ministr železnic                                   | Kazimierz Bartel                 | PSL Wyzwolenie | 23. června 1920 | 24. července 1920 |
| Ministr kultury a umění                            | Jan Fryderyk Heurich (úřadující) | nestraník      | 23. června 1920 | 24. července 1920 |
| Ministr pošt a telegrafů                           | Ludwik Tołłoczko                 | nestraník      | 23. června 1920 | 24. července 1920 |
| Ministr práce a sociální péče                      | úřad neobsazen                   |                |                 |                   |
| Ministr průmyslu a obchodu                         | Wiesław Chrzanowski              | ZLN            | 26. června 1920 | 24. července 1920 |
| Ministr veřejných prací                            | Gabriel Narutowicz               | nestraník      | 23. června 1920 | 24. července 1920 |
| Ministr zemědělství                                | Franciszek Bujak                 | PSL Piast      | 23. června 1920 | 24. července 1920 |
| Ministr státního pokladu                           | Władysław Grabski                | ZLN            | 23. června 1920 | 24. července 1920 |
| Ministr vnitra                                     | Józef Kuczyński (úřadující)      | nestraník      | 23. června 1920 | 24. července 1920 |
| Ministr vojenství                                  | Józef Leśniewski                 | nestraník      | 23. června 1920 | 24. července 1920 |
| Ministr zahraničí                                  | Eustachy Sapieha                 | nestraník      | 23. června 1920 | 24. července 1920 |
| Ministr spravedlnosti                              | Jan Morawski (úřadující)         | nestraník      | 23. června 1920 | 24. července 1920 |
| Ministr náboženství a veřejného vzdělávání         | Tadeusz Łopuszański              | ZLN            | 23. června 1920 | 24. července 1920 |
| Ministr veřejného zdraví                           | Witold Chodźko                   | nestraník      | 23. června 1920 | 24. července 1920 |
| Ministr pro záležitosti dřívějšího pruského záboru | Władysław Kucharski (úřadující)  | ZLN            | 23. června 1920 | 24. července 1920 |